# Royaume de Tanjungpura

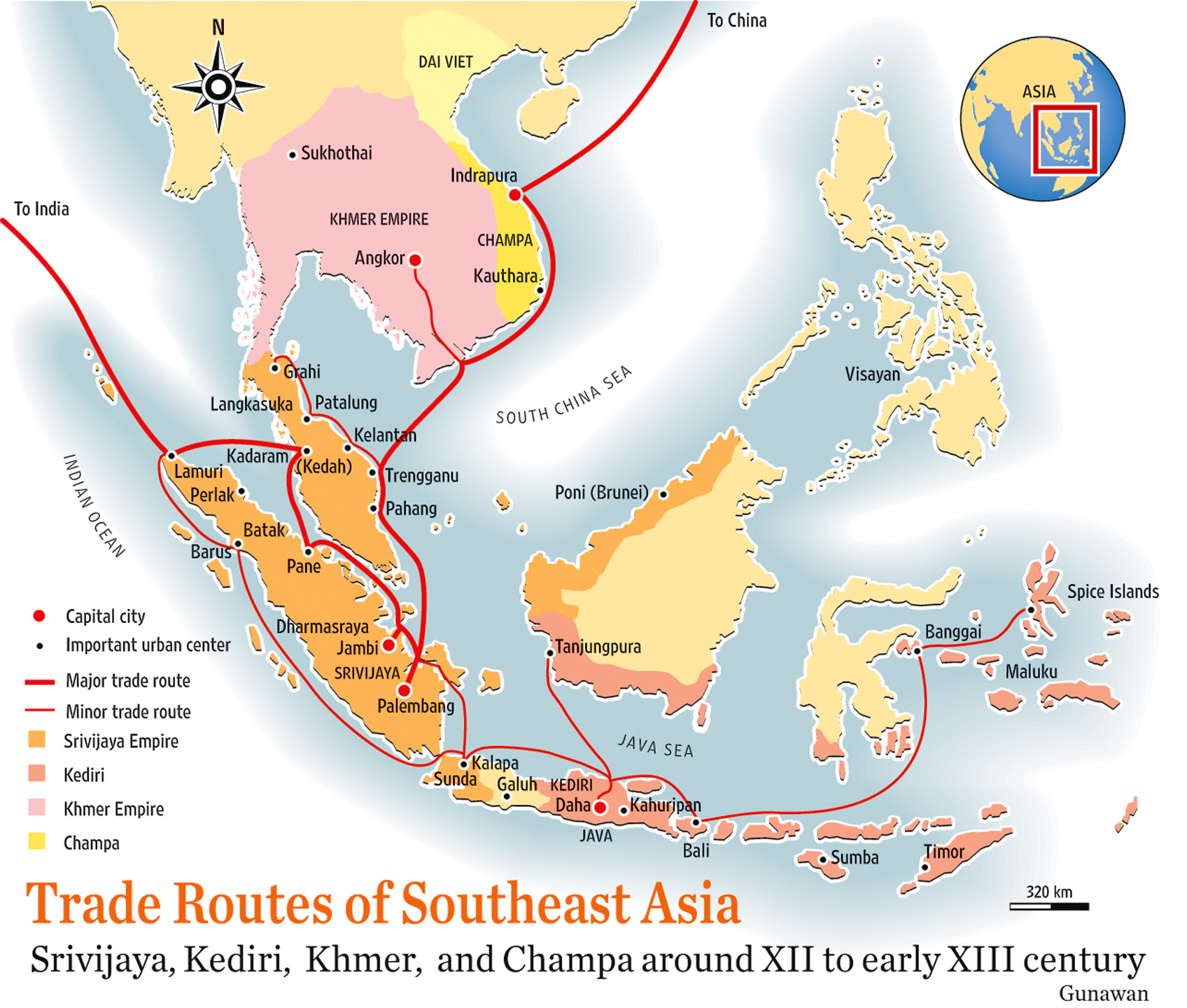
Carte montrant Tanjungpura dans un réseau commercial aux

Tanjungpura est le nom d'un ancien royaume d'Indonésie, situé dans l'actuelle province de Kalimantan occidental.
Le Pararaton ou "Livre des rois", une chronique javanaise écrite au XVIe siècle, mentionne Tanjungpura parmi les contrées que Gajah Mada, premier ministre (mort en 1364) du royaume de Majapahit dans l'est de Java, jure de soumettre.